# Vaterpolo na OI 1928.
Na OI 1928. u Amsterdamu, konačna ljestvica na vaterpolskom turniru je bila sljedeća:
| Odličje | Reprezentacija | Sastav |
| zlato   | Njemačka       | Ernst Rademacher, Fritz Gunst, Otto Cordes, Emil Benecke, Karl Bähre, Joachim Rademacher, Max Amann, Johannes Blank                                 |
| srebro  | Mađarska       | István Barta, Sándor Ivády, Márton Homonnay, Alajos Keserü II, Olivér Halassy, József Vértesy, Ferenc Keserü I                                      |
| bronca  | Francuska      | Paul Dujardin, Henri Padou, Jules Keignaert, Emile Bulteel, Achille Tribouillet, Henri Cuvelier, Albert Vandeplancke, Ernest Rogez, Albert Thévenon |